# Clemens Krauss
Clemens Heinrick Krauss (Viena, 31 de março de 1893 — Cidade do México, 16 de maio de 1954) foi um maestro austríaco e organizador de ópera, particularmente associado com a música de Richard Strauss.

## Biografia
Krauss foi uma criança fora do casamento de Clementine Krauss, então com quinze anos de idade e dançarina do Ballet da Ópera Imperial de Viena, mais tarde se tornando atriz e uma cantora de operettas, que era sobrinha da aclamada soprano Gabrielle Krauss (1842 - 1904). Seu pai natural, Hector Baltazzi (1851 - 1916), pertencia a uma família de banqueiros ricos residentes em Viena.
Na infância, Krauss foi corista no Hofkapelle (Coro Imperial). Frequentou o Conservatório de Viena, graduando-se em 1912.Estudou composição com Hermann Graedener e teoria com Richard Heuberger. Depois de se graduas ele se tornou maestro de coral no Brno Theater, entre 1912 e 1913. Lá ele fez sua estréia como maestro, em 1913. A famoso soprano romena Viorica Ursuleac foi sua segunda esposa.

## Carreira
Krauss começou se apresentando em centros regionais, regendo em Riga (1913-1914), Nüremberg (1915) e Szscecin (1916-1921). Teve a oportunidade de viajar para Berlim para conhecer Arturo Nikish, que conduzia a Filarmônica de Berlim, uma grande influência. O próximo passo de sua carreira foi ir para Áustria, onde se tornou diretor da ópera e concertos sinfônicos, em Graz. Em 1922 ele ingressou na realização da Ópera Estatal de Viena e ensinando condução na Academia Estatal da Alemanha. Em 1923 se tornou condutor da Vienna Tonküstler Concerts até 1927 e intendente da ópera em Frankfurt e diretor do Museum Concerts entre 1924 até 1929.
Krauss visitou os Estados Unidos em 1929, regendo a Filarmônica de Nova Iorque na Filadélfia. Também em 1929 ele se tornou diretor da Ópera Estatal de Viena. Ele foi diretor regular no Festival de Salzburgo (1926 - 1934).
Em 1935 Krauss se tornou diretor musical da Ópera Estatal de Berlim, após Erich Kleiber se demitir como protesto contra o Regime Nazista. Em 1937 ele se tornou Intendente da National Theater München e lá acabou se tornando amigo íntimo de Richard Strauss, para quem escreveu o libreto da ópera Capriccio (que estreou em Munique em 1942). 
Krauss também se apresentou no Covent Garden em Londres, em 1951 e no Festival de Bayreuth em 1953.
Krauss morreu durante uma visita à Cidade do México e agora está enterrado junto com sua espora, que morreu em 1985.
Ele não fez muitas gravações, mas sua performance em 1950, regendo o Die Fledermaus de Johan Strauss II, gravado em Viena é considerado, por muitas, uma das melhores. Mas gravou o Ciclo do Anel de Wagner, Fantasia Coral de Beethoven e algumas peças com o pianista Friedrich Wührer. Gravou alguns POEMAS sinfonicos de Richard strauss , além de peças de Wagner 
no Festival de Bayreut , como o RING e Parsifal , além de um extraordinário concerto o Imperador de Beethoven , com a Filarmonica de Viena , entretanto o Solista creio ser W. Backaus .